# ثقافة العلاقات العابرة
ثقافة العلاقات العابرة هي ثقافة تقبل وتشجع العلاقات الجنسية العابرة، بما في ذلك العلاقات الليلة الواحدة وغيرها من الأنشطة ذات الصلة، دون أن تشمل بالضرورة علاقة حميمة عاطفية أو ترابط أو علاقة جادة ترتبط عمومًا الجنس في سن المراهقة في الثقاقة الغربية ، وعلى وجه الخصوص، ثقافة الجامعاى في الولايات المتحدة مصطلح العلاقات العابرة له تعريف غامض لأنه قد يشير إلى التقبيل أو أي شكل من أشكال النشاط الجنسي الجسدي بين الشركاء الجنسيين. وقد استُخدم المصطلح على نطاق واسع في الولايات المتحدة منذ عام 2000 على الأقل. كما يُطلق عليه أيضًا الجنس غير المرتبط بالعلاقات، أو الجنس بدون مواعدة.
ركزت معظم الأبحاث حول العلاقات العابرة على طلاب الكليات في الولايات المتحدة، ولكنها لا تقتصر على الحرم الجامعي وينخرط المراهقون والبالغون الناشئون في العلاقات العابرة لأسباب متنوعة، والتي قد تتراوح من الإشباع الجسدي الفوري، إلى تلبية الاحتياجات العاطفية، إلى استخدامها كوسيلة لإيجاد شريك رومانسي طويل الأمد. غالبًا ما يُنظر إلى رد فعل وسائل الإعلام على ثقافة التعارف العابر على أنه غير جيد أخلاقيا.